# Kamon Iizumi
 (août 2024).
Si vous disposez d'ouvrages ou d'articles de référence ou si vous connaissez des sites web de qualité traitant du thème abordé ici, merci de compléter l'article en donnant les références utiles à sa vérifiabilité et en les liant à la section « Notes et références ».
 (août 2024).
Kamon Iizumi (飯泉 嘉門, Iizumi Kamon) est un homme politique japonais, né le 29 juillet 1960 à Ikeda.

## Biographie

### Enfance et formation
Il a étudié à l'École Nada (ja)[réf. nécessaire]. Il est diplômé de la faculté de droit de l’université de Tokyo en mars 1984.

### Carrière
Il a rejoint le ministère de l’Intérieur en avril 1984. Il a été chef de la division des finances publiques locales de la préfecture de Yamanashi en 1993 et de la préfecture de Saitama en 1995.
À partir de 2001, il a été chef du département du commerce, de l’industrie et du travail et chef du département de l’environnement et des affaires citoyennes du gouvernement préfectoral de Tokushima.
Il est élu au poste de gouverneur de la préfecture de Tokushima en 2003. Il y reste en place jusqu'en 2023. Il est remplacé par Masazumi Gotoda (ja).
Il est président du Conseil des énergies renouvelables depuis 2013 et président de la National Governors' Association depuis 2019.